# 猫传染性腹膜炎
猫传染性腹膜炎（英語：Feline Infectious Peritonitis，FIP），简称貓传腹，是一种发生于猫的致命异常免疫反应，由猫携带的猫冠状病毒发生变异而引起。
虽然该病名称为腹膜炎，但FIP实际上是一种多系统性炎症，并非所有的患猫都一定会表现出腹膜炎的症状。患猫的症状表现通常分为两类，湿性FIP（英語：wet FIP）和干性FIP（英語：dry FIP），其中湿性FIP占全部病例的70%左右，表现为腹腔胸腔出现积液，异常鼓胀；干性FIP患猫症状不一，取决于病毒侵害的器官种类。
作为一种首次记载于1963年的疾病，FIP的预防、治疗等应对措施皆尚在研究中。作为患FIP的先决条件，猫冠状病毒的感染非常常见，惟其变异为腹膜炎病毒的条件尚不明确，因而难以预防；统计结果显示，FIP患猫中高达70%为纯种猫，这很可能与纯种猫较弱的免疫力有关。FIP少有直接的确诊手段，一般需要根据患猫的临床症状、生化指标和既往历史等因素来进行推断，加上有一些其他猫的疾病与FIP症状类似，造成FIP有一定的误诊率。而一旦确诊，患猫只能接受以缓解痛苦为主要目的的治疗。

## 病症发现
作为症状通常极为明显的一种致命疾病，FIP在第二次世界大战前却没有得到任何记载，动物医学界认为这是由于FIP在战后方才出现。1963年，兽医Jean Holtzworth根据她在波士顿天使纪念医院的诊断经历首次描述了这种疾病。1973年，约翰霍普金斯大学的两位病理学家John Strandberg和Richard Montali首次研究了FIP在微观层面的发病情况。截至2011年，FIP已位列发达国家宠物猫致死性传染病的第一名。
学界认为，发病率的攀升与战后饲养宠物方式改变，猫从田野、乡村搬入了公寓、别墅，同时宠物商店、猫舍与动物收容所等拥挤的运转枢纽纷纷建立，导致猫有更大几率互相传染猫冠状病毒有关；和平时期，人类对纯种猫的需求日益繁盛，近亲繁育使得家猫整体的免疫力愈发低下；另外，防治猫白血病病毒、猫瘟等以往猫的主要疾病的疫苗得以研发和推行，人类却仍对FIP束手无策，这也导致了其排名的飙升。2012年，Niels Pedersen通过DNA测序确认了FIP由突变的猫冠状病毒导致，而2013年康奈尔大学兽医学院的一项实验再度证实了这一发现。

## 病因

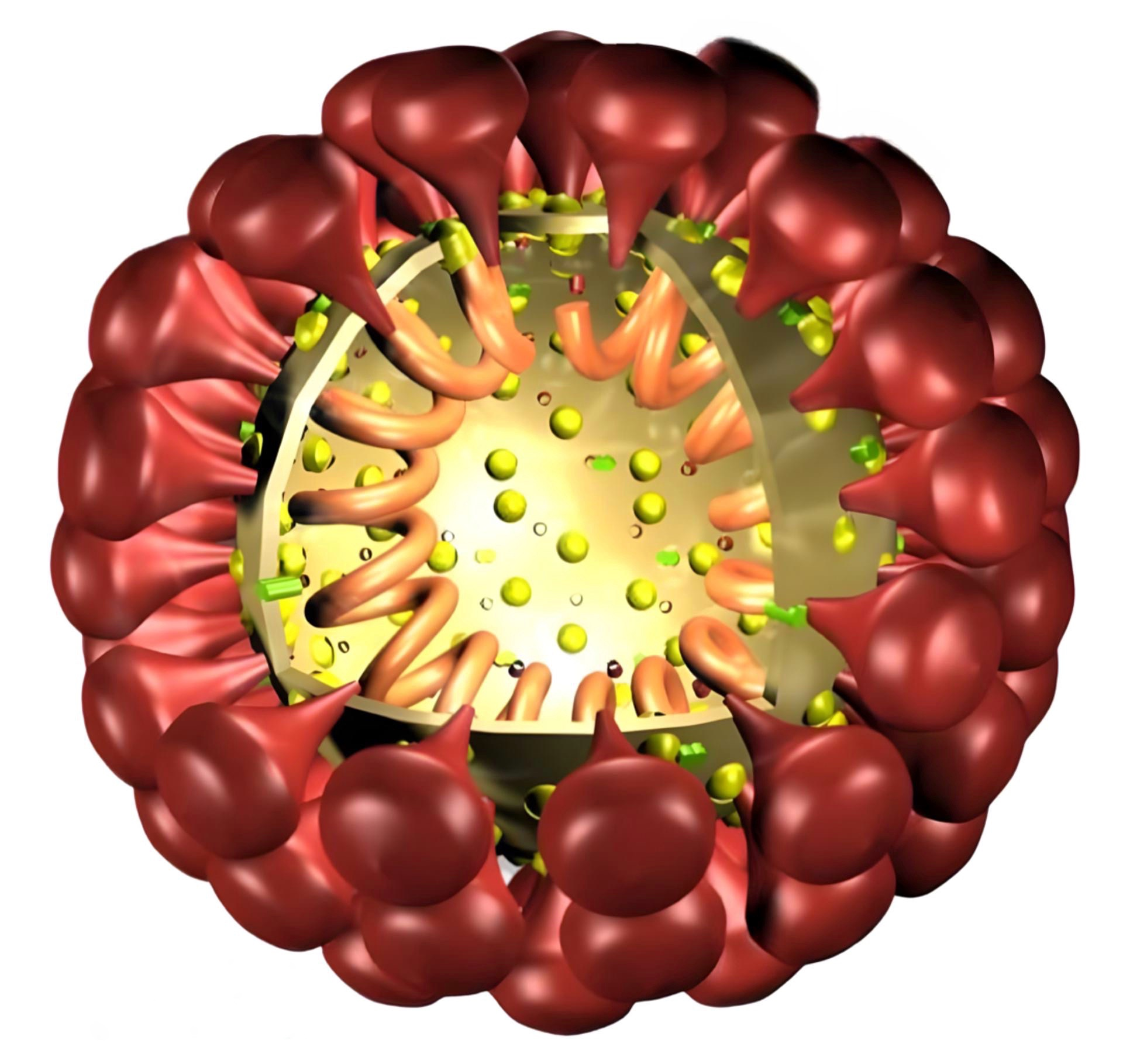
冠状病毒的模型

FIP因猫感染猫冠状病毒，而后猫冠状病毒发生变异而引起。猫冠状病毒是一种胃肠道病毒，通常不会感染至其他系统，此时无症状或最多造成温和的腹泻或上呼吸道感染，如打喷嚏，流眼泪等，猫龄5到7周时尤甚，因母源抗体含量会在这个时期降低。
任何携带猫冠状病毒的猫都有发展为FIP的潜在危险，但只有少于10%的猫会因猫冠状病毒变异而患上FIP。病毒变异后会扩散至除肠上皮细胞、肺部、血液以外的其他身体部位，渐进性地引起全身炎症反应，尤其是在腹部。截至2018年，动物医学界仍未能就猫冠状病毒会在什么因素影响下突变为腹膜炎病毒、其中病毒本身因素与猫的身体因素的影响分占多少等问题得出明确结论。

## 传染
猫冠状病毒具有传染性，但变异为腹膜炎病毒后会失去在猫间传染的能力，因此FIP本身并没有传染性。猫冠状病毒通过粪口传播，因此共用猫砂、猫砂铲等行为都可能导致感染。如果一群群居的猫同时确诊FIP，这并非是它们互相传染了FIP，而是它们互相传染猫冠状病毒后，恰好同时变异发病；其体内的腹膜炎病毒是各自独立变异而来，结构上存在区别。
猫的密度越高，感染猫冠状病毒的猫的比例越高。在猫舍、动物收容所等猫高密度群居的室内场所，猫冠状病毒的感染非常常见，许多家猫便是在此期间感染了病毒。澳大利亚的一项研究表明，澳大利亚34%的家猫呈猫冠状病毒阳性；瑞典的一项研究发现，瑞典17%的家猫接触过猫冠状病毒。而野生猫感染猫冠状病毒的比例则大幅低于家猫，其种群密度越接近自然状态，病毒感染率越低。貓傳染性腹膜炎的遺傳易感性非常複雜，並且受到種群密度相當大的影響，6個月以下的貓最容易患貓傳染性腹膜炎，12個月以上的貓則表現出明顯的抵抗力。

## 临床症状

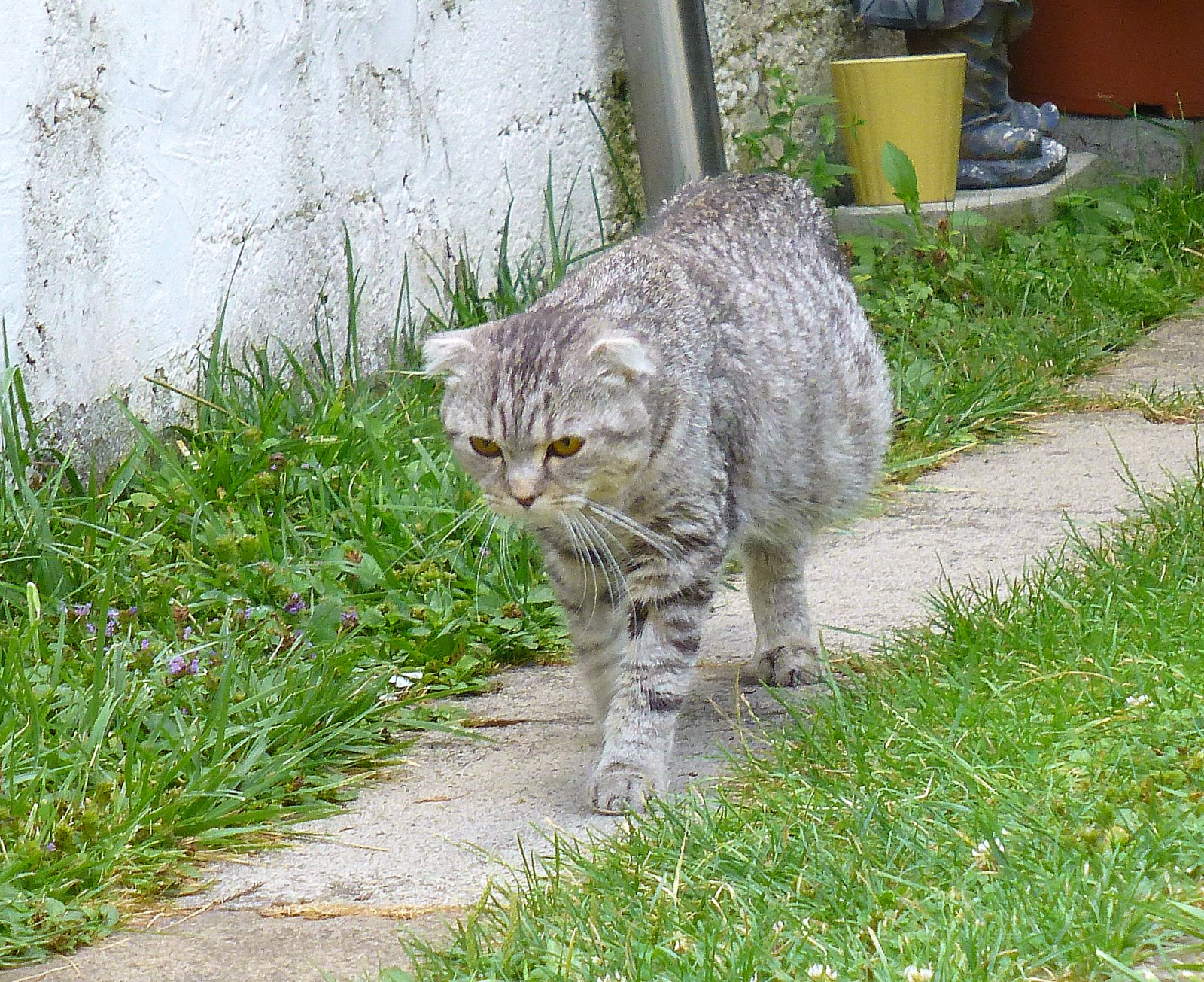
患湿性FIP的苏格兰折耳猫，可见明显的腹水

FIP的早期患猫会表现出消沉、厌食、发热、体重下降、腹泻、皮毛杂乱无光等症状，但由于这些症状较为常见，许多猫病都会导致上述的异常表现，因此通常需要进一步检查和持续观察才能诊断为FIP。
根据后期临床症状不同，主要分为两种FIP：渗出性（英語：effusive），即湿性FIP，以及非渗出性（英語：non-effusive），即干性FIP，但亦有少数FIP患猫同时表现两类症状。

### 湿性FIP
湿性FIP较为常见，约占全部病例的60%至70%，且病情发展较快。湿性FIP的特征为纤维性胸膜炎和腹膜炎，同时伴有明显的胸腔、腹腔积液，严重阻碍呼吸。湿性FIP积液外观粘稠、泛黄，混杂着蛋白质、白细胞、血浆。但积液并非病毒腹膜炎病毒的产物，而是体液免疫系统过度反应的表现；呈现湿性FIP主要是由于患猫的细胞免疫反应较弱，体液免疫反应较强。
然而，心血管疾病、乳糜胸、肝病、肾病、肿瘤，低蛋白症、泌尿道受损以及其它原因导致的腹膜炎同样会导致胸腹腔产生积液，因此仅凭积液现象无法诊断FIP。

### 干性FIP

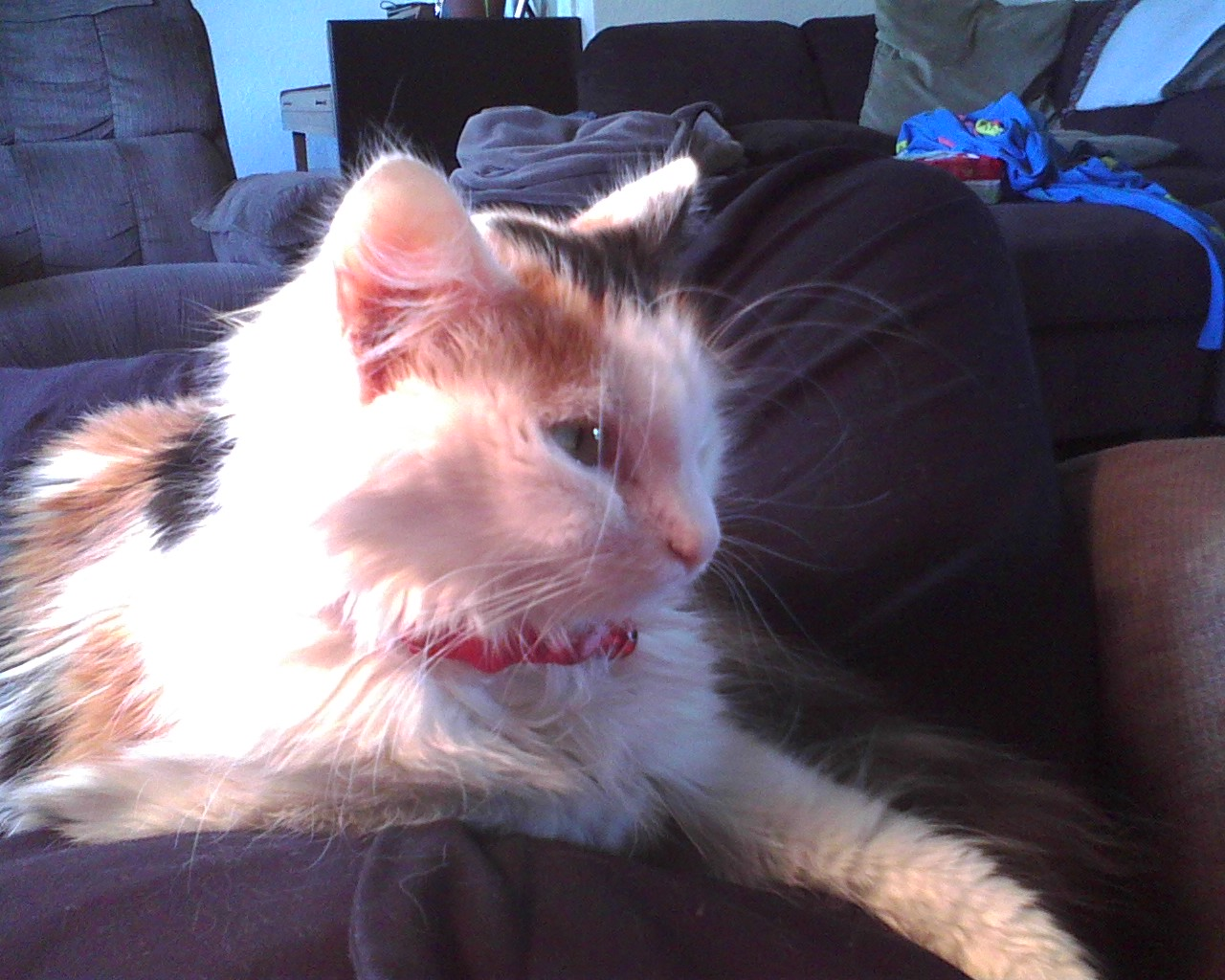
八个月猫龄的干性FIP终期患猫

在FIP患猫的体内，免疫系统为了将身体组织中已被腹膜炎病毒入侵的部分隔绝开来，产生肉芽组织对这些部分进行包裹、阻隔。由于腹膜炎病毒可能入侵眼睛、肝脏、肾脏、淋巴结、神经系统等种种组织器官及系统，免疫系统会在种种部位作出过激反应，患猫因而可能会出现多种症状。一般来说，干性FIP患猫的眼部和神经系统较容易表现出异常症状，若眼部出现炎症的同时神经系统同样出现如行走不稳、萎靡不振、抽搐等症状，那么该猫所患很有可能是FIP。
同样，干性FIP也存在症状类似的疾病：肝门静脉分流（英語：Liver Shunts），该病患猫可能发生间歇性的抽搐。在此情况下，应进行胆汁酸测定以进行鉴别。

## 诊断
除了送往实验室进行逆转录PCR外，目前尚不存在广泛推行的FIP针对性确诊手段，而只能根据检测结果进行推断，这导致FIP存在一定的误诊率。一般来说，患猫需在动物医院进行一系列的检查，并综合考量所有的检查结果，来确诊或排除所患为FIP。根据患猫体现的干湿症状不同，诊断手段也有所不同。以下是两种通用的检测项目：
- 冠状病毒抗体检测：抗体测试用于检测患猫是否曾经接触冠状病毒，但无法鉴别该种冠状病毒有无发生变异，也无法说明目前患猫体内有无冠状病毒。抗体测试能够提供的信息并不多，因为猫的个体差异较大，有的猫可以针对冠状病毒产生大量的抗体，有的猫则天生不能，有的猫则由于病症发展过于严重，失去了制造足够抗体的能力，这些情况都影响了抗体测试的精确性[6]。
- 冠状病毒抗原检测：抗原测试用于检测目前患猫体内有无冠状病毒，但无法鉴别该种冠状病毒有无发生变异。若在积液中检测到抗原，或在肠道之外检测到大量抗原，则有可能是FIP。其中，将积液样本送往专门的实验室，运用逆转录PCR技术检测积液中是否存在病毒的RNA，是目前诊断湿性FIP的最直接的方法[24][25][26]。一些实验室使用荧光抗体（英语：Direct fluorescent antibody）来标记冠状病毒抗原，这种方法在检测积液或组织样本中的巨噬细胞里有无冠状病毒时尤为有效[6]。

### 湿性FIP

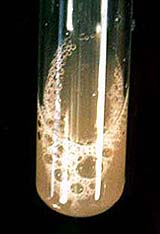
湿性FIP的积液

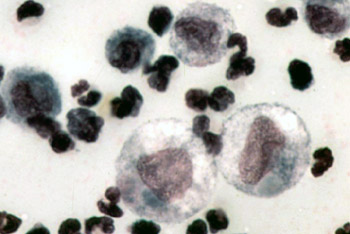
显微镜下，可以观察到湿性FIP患猫积液中含有中性粒细胞、巨噬细胞和淋巴细胞

若患猫胸腹腔出现积液而疑似湿性FIP，那么常规检测项目有：
1. 检测积液的蛋白质浓度。若浓度低于35g/L，则基本可以排除是FIP的可能性。
2. 检测积液中淋巴细胞的占比。若淋巴细胞比例很高，则可以排除FIP可能性。
3. 检测积液中的巨噬细胞类型。如果免疫染色法（英语：Immunostaining）的检查结果表明积液中的巨噬细胞是对抗冠状病毒的类型，则FIP可能性高，但反之无法排除可能性。
4. 检测积液成分。湿性FIP的积液中含有大量的球蛋白和炎性细胞（中性粒细胞、巨噬细胞、淋巴细胞），若符合，则FIP的可能性高。需要注意的是，近年研究表明传统的李凡他测试（英语：Rivalta test）并不可靠。
5. 检测积液的白球比，即白蛋白与球蛋白的比例，又称A/G比（英語：albumin to globulin ratio）。FIP患猫的白蛋白减少而球蛋白超标，具体而言，若白球比高于0.8，则可以排除FIP可能性；若白球比低于0.4，则有可能是FIP，但此方法可靠性不高。
6. 检测积液中的冠状病毒抗体的效价。如果患猫在表现出明显的湿性FIP症状的同时抗体效价很高，则有可能是FIP，但此方法可靠性不高。

### 干性FIP
若患猫满足以下条件则疑似干性FIP：
1. 患猫历史：猫龄两岁以下，且为纯种猫。统计结果显示，FIP患猫中超过70%是纯种猫。
2. 患猫历史：最近经历了绝育或疫苗接种等重大刺激。
3. 患猫历史：有感染猫冠状病毒的途径，例如出身自宠物店、猫舍、收容所，或宿主家中另有纯种猫等。
4. 临床症状：患猫出现食欲减退甚至厌食症状，导致发育减缓甚至体重下降；出现不明原因的发热症状；眼球出现异常，如猫葡萄膜炎；有黄疸。
5. 血液指标：淋巴球减少；轻度贫血。
6. 生化指标：患高丙球蛋白血症（英语：Hypergammaglobulinemia）；胆红素升高，但肝酶没有升高。

## 治疗
FIP是一种免疫介导性疾病，因此对FIP的治疗分为两个方向：使用抗病毒药物以及使用调节炎症反应药物，但无论是哪种方向都没有明确而公认的疗效。大部分医生建议以缓解痛苦为主要治疗目的，并在舒适的环境中加以细心照顾、丰富喂食和温暖的陪伴。

### 抗病毒药
- 最常针对FIP使用的抗病毒药物是维克公司（英语：Virbac）的猫重组干扰素（英語：feline recombinant interferon omega）Virbagen Omega，但就其疗效如何仍有争议[31][32]。
- 俄罗斯Micro-plus公司推出了抗病毒复合物富雷普尼（英語：fosprenil），声称可以治疗狂犬病、癌症、肝炎、肠炎、猫瘟狗瘟，甚至是人类癌症[33]，但俄国动物医学界认为该药物实际上没有疗效[34]。
- 另有一种试验性的3C类蛋白酶靶向抑制剂GC376正在加州大学戴维斯分校进行实验室研发[35]。在2017年的一次试验中，20只实验猫中7只的病情得到控制，但另外13只则在初期病情缓和后再次复发，实验小组被迫予以安乐死[36]。

### 抑制炎症药
- 最常针对FIP使用的消炎药物是泼尼松龙，患猫在使用这类皮质激素类药物后会得到暂时的舒解，且食欲增进，有助于患猫维持或恢复体重[6]。
- 2009年，Legendre AM的实验小组对Sass and Sass生产的试验性药物“聚异戊烯免疫刺激剂”（英語：polyprenyl immunostimulant，简称PI）进行了实验，三只使用了PI的干性FIP患猫均生存了超过一年时间[37]。2017年，Legendre实验小组进行了60只干性FIP患猫范围的PI疗效实验，其中52只（87%）未能活过200天，但有4只（7%）生存了300天以上[38]。

### GS-441524
2019年2月13号发表的一篇文献中使用GS-441524药物進行實驗。实验药物被用于31只猫的实验。25天后，5只猫死亡，8只猫治愈并随后复发，18只猫治愈后没有复发。8名复发者接受了治疗，在后续的治疗中，1只猫死亡，7只猫治愈。这意味着31只猫中有25只被完全治愈了，尽管该药物还没有上市，但这项研究被认为非常有前景，可能会成为治疗FIP的商业药物。

## 预防
由于引起FIP的腹膜炎病毒是由猫冠状病毒突变而来，“预防FIP”这个说法并不准确，而应是预防猫冠状病毒。类似于针对FIP的治疗，猫冠状病毒暂无公认有效的针对性预防措施，且变异条件不明，导致FIP难以防备。因此，防范FIP需要运用对抗一般传染病的常识：
- 尽可能改善猫的生活环境，减少压力，避免创伤，保持卫生整洁和舒适愉快。
- 减少同时养猫数量。如传染一章所述，猫的密度越高，传染猫冠状病毒的概率就越高；且群居会使猫感到心理压力，影响其免疫力。
- 避免寄养、住院。寄送到无法保证卫生的群居场所非常危险，且离家也会使猫受惊，使其免疫力下降。
- 由于幼猫在5至7周猫龄前都携带有效的母源抗体，因此在早期阶段便将幼猫进行隔离养育，会降低感染猫冠状病毒的可能性。但由于猫冠状病毒传染性极强，这种预防方法要求非常严格的卫生环境。
- 另外，市面亦有辉瑞公司的PRIMUCELL鼻腔疫苗，但其预防效果具有争议。辉瑞公司在1991年取得该疫苗许可时进行的实验规模过小，且过于久远；其理论上起效条件也颇为苛刻，要求猫必须完全未曾接触猫冠状病毒，尽早断奶，此后彻底隔离，严格控制环境卫生，但这些措施仍无法完全保证猫不会患上FIP，因猫冠状病毒过于普遍。此外，该疫苗研发于20世纪70年代，彼时有关冠状病毒的研究和了解非常有限。美国猫科执业医师协会（英語：American Association of Feline Practitioners）以及欧洲猫科疾病顾问委员会（英語：European Advisory Board on Cat Diseases）均未建议使用该疫苗。